# حظ إيدن هول

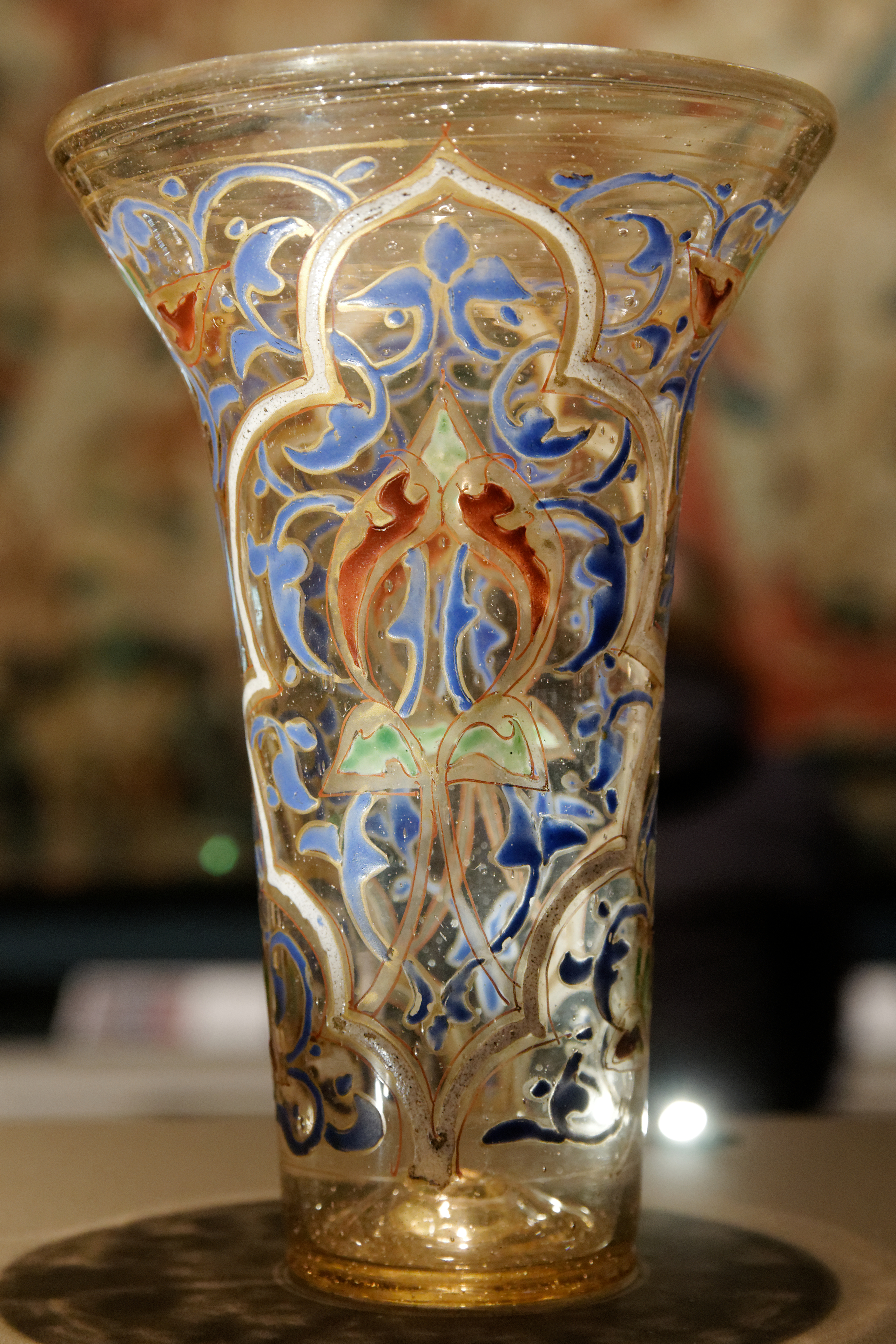
حظ إيدنهال، منتصف القرن الرابع عشر، متحف فيكتوريا وألبرت، رقم C.1 إلى B-1959

حظ إيدنهال هو كأس زجاجي مطلي بالمينا [الإنجليزية] صُنع في الشام أو مصر في منتصف القرن الرابع عشر، وهو مُزين بشكل أنيق بالزخارف العربية (الرقوش) باللون الأزرق والأخضر والأحمر والأبيض مع التذهيب. وهي الآن موجودة في متحف فيكتوريا وألبرت في لندن ويبلغ طولها 15.8 سم. وعُرضها 11.1 سم عند الحافة. وصلت إلى أوروبا بحلول القرن الخامس عشر، عندما زُودّت بعلبة صلبة مزخرفة من الجلد المغلي [الإنجليزية] مع غطاء، والتي تحتوي على الرنوك المسيحية [الإنجليزية]؛ مما لا شك فيه أن هذا ساعدها على البقاء على قيد الحياة عبر القرون.
ومن المعروف الآن أن الكأس هو مثال رائع ودقيق للغاية للزجاج الإسلامي الفاخر الذي يعود تاريخه إلى القرن الرابع عشر. لم يتم تحديد قدم الأسطورة المحيطة بها. عُرف عدد من الأشياء النادرة التي تملكها عائلات في شمال إنجلترا باسم "الحظ"؛ وقد تم توثيق الزجاج لأول مرة، وتم تسميته باسم "حظ إيدنهال"، في عام 1677 في وصية السير فيليب موزجريف.
نادرًا ما تنجو أواني الشرب الزجاجية - أو تبقى في عائلة واحدة - لفترة كافية لاكتساب مكانة أسطورية، لذا فإن انتقال هذه الأوعية بنجاح عبر أجيال عديدة من عائلة مسغراف [الإنجليزية] من إدينهول [الإنجليزية] في كمبرلاند [الإنجليزية] هو أمر استثنائي. تقول الأسطورة أن هذا الكأس القديم كان يجسد الرخاء المستمر لأصحابه. في رواية القصة في مجلة السيد في عام 1791، كتب القس ويليام مونسي من بوتسفورد:
تقول التقاليد، مرشدنا الوحيد هنا، أن مجموعة من الجنيات كانوا يشربون ويمرحون حول بئر بالقرب من القاعة، تسمى بئر القديس كوثبرت؛ ولكن عندما قاطعهم تدخل بعض الأشخاص الفضوليين، شعروا بالخوف، وانسحبوا على عجل، وتركوا الكأس المعنية: أحد آخر الصراخ؛
"إذا انكسرت هذه الكأس أو سقطت
وداعا حظ إيدنهال!"
وظل الزجاج سليمًا في حوزة عائلة مسغراف [الإنجليزية]. في عام 1926، أُقرض الزجاج لمتحف فيكتوريا وألبرت، وفي عام 1958، حُصل عليه أخيرًا للشعب. تظل هذه اللوحة معروضة بشكل دائم في صالات العرض الخاصة بالعصور الوسطى وعصر النهضة. إذ لم يعد إدين هول بعد الآن، حيث هُدم في عام 1934.